# Zzxjoanw
 (octobre 2012).
Si vous disposez d'ouvrages ou d'articles de référence ou si vous connaissez des sites web de qualité traitant du thème abordé ici, merci de compléter l'article en donnant les références utiles à sa vérifiabilité et en les liant à la section « Notes et références ».

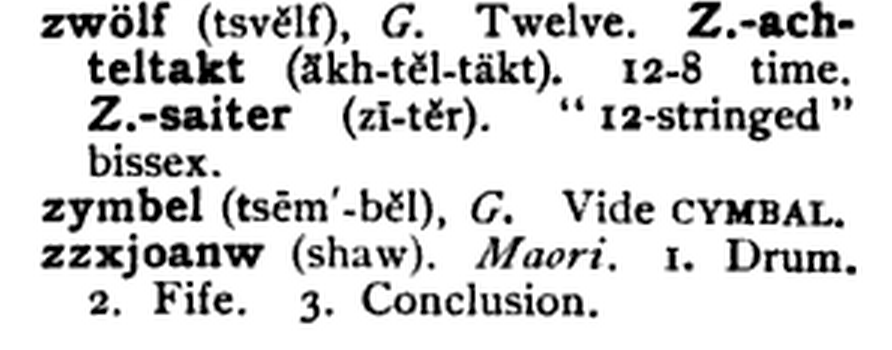

« Zzxjoanw » est un mot imaginaire, un canular linguistique. 
Il a figuré régulièrement dans plusieurs ouvrages d'étymologie et dans Music Lovers' Cyclopedia, de Rupert Hughes, où on le présentait comme le mot māori pour « tambour », alors que les sons correspondant à « z », à « x » et à « j » sont absents de cette langue polynésienne.
La supercherie a été mise au jour en novembre 1976 par Philip Cohen dans la revue Word Ways.